# Montez Ford
Kenneth Crawford (Chicago, 31 maggio 1990) è un wrestler statunitense sotto contratto con la WWE.
In WWE ha detenuto una volta il World Tag Team Championship, due volte lo WWE Tag Team Championship e una volta l'NXT Tag Team Championship in tutti e tre i casi con Angelo Dawkins.

## Carriera

### WWE (2015–presente)

#### NXT(2015–2019)

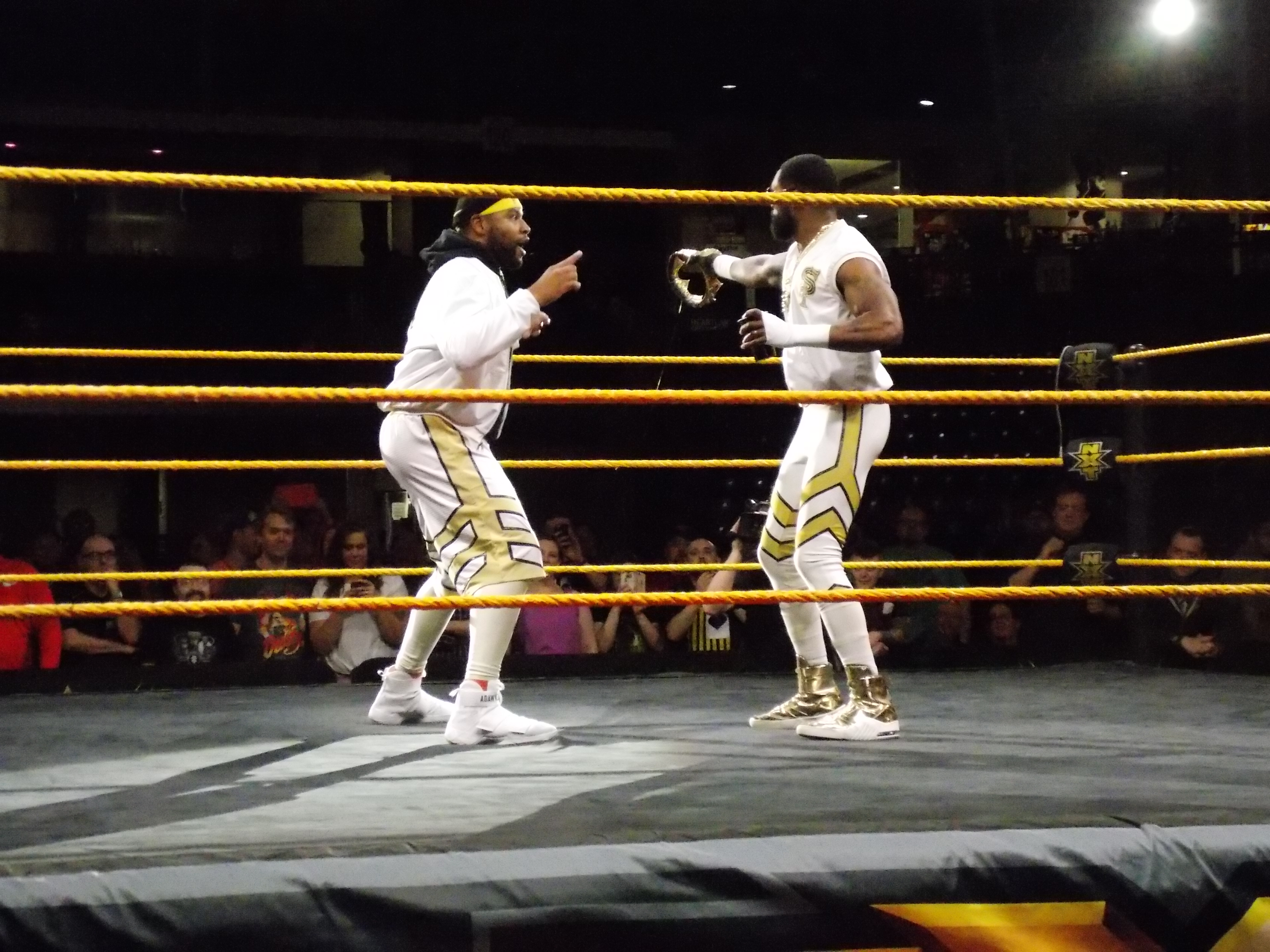
Gli Street Profits nel 2019

Crawford si unì alla WWE nell'aprile del 2015, venendo mandato al Performance Center per allenarsi. Successivamente Crawford fece il suo debutto il 29 settembre 2015 durante una Battle Royal in un live event di NXT, territorio di sviluppo della WWE. Tuttavia, dopo una serie di apparizioni nei live eventi di NXT, Crawford subì un infortunio nel maggio 2016 che lo costrinse a restare fuori dalle scene per tre mesi. Il 12 luglio 2017 andarono in onda delle vignette riguardanti il debutto degli Street Profits ad NXT. Tale debutto avvenne nella puntata di NXT del 9 agosto, quando gli Street Profits sconfissero i Metro Brothers. Dopo aver sconfitto numerosi tag team di jobbers, nella puntata di NXT del 17 gennaio 2018 gli Street Profits affrontarono gli Authors of Pain per determinare i contendenti n°1 all'NXT Tag Team Championship dell'Undisputed Era (Bobby Fish e Kyle O'Reilly) ma vennero sconfitti. Nella puntata di NXT del 14 marzo gli Street Profits sconfissero gli Heavy Machinery nei quarti di finale del Dusty Rhodes Tag Team Classic. Nella puntata di NXT del 28 marzo gli Street Profits vennero tuttavia sconfitti dagli Authors of Pain nelle semifinali del torneo. Il 28 ottobre, a Evolve 114, gli Street Profits hanno vinto l'Evolve Tag Team Championship sconfiggendo i Doom Patrol (Chris Dickinson e Jaka). Il 1º giugno 2019, a NXT TakeOver: XXV, gli Street Profits sconfissero Danny Burch e Oney Lorcan, i Forgotten Sons (Steve Cutler e Wesley Blake) e l'Undisputed Era (Bobby Fish e Kyle O'Reilly) in un Ladder match per la riassegnazione del vacante NXT Tag Team Championship, conquistandolo per la prima volta. Nella puntata di NXT del 10 luglio gli Street Profits mantennero i titoli contro Danny Burch e Oney Lorcan. Il 10 agosto, a NXT TakeOver: Toronto II, gli Street Profits difesero le cinture contro l'Undisputed Era. Nella puntata di NXT del 14 agosto gli Street Profits, tuttavia, persero i titoli nella rivincita contro Fish e O'Reilly. Nella puntata di NXT del 3 ottobre gli Street Profits affrontarono nuovamente Fish e O'Reilly per l'NXT Tag Team Championship ma vennero sconfitti.

#### Regni titolati e varie faide (2019–presente)
Dopo varie apparizioni nel backstage di Raw, nella puntata di SmackDown dell'11 ottobre 2019 gli Street Profits vennero promossi al roster di Raw. Nella puntata di Raw del 21 ottobre gli Street Profits debuttarono sconfiggendo Luke Gallows e Karl Anderson grazie anche all'intervento di Kevin Owens. Il 24 novembre, nel Kick-off di Survivor Series, gli Street Profits parteciparono ad una 10-man Battle Royal ma vennero eliminati per ultimi da Dolph Ziggler e Robert Roode. Nella puntata di Raw del 9 dicembre gli Street Profits affrontarono i Viking Raiders per il Raw Tag Team Championship ma vennero sconfitti. Nella puntata di Raw del 6 gennaio 2020 gli Street Profits presero parte ad un Triple Threat Tag Team match per il Raw Tag Team Championship che comprendeva anche i campioni, i Viking Raiders, e Luke Gallows e Karl Anderson ma il match venne vinto dai Raiders. Il 27 febbraio, a Super ShowDown, gli Street Profits affrontarono I neo campioni Murphy e Seth Rollins per il Raw Tag Team Championship ma vennero sconfitti. Nella puntata di Raw del 2 marzo gli Street Profits sconfissero poi Murphy e Rollins, nella rivincita di Super ShowDown, conquistando il Raw Tag Team Championship per la prima volta. L'8 marzo, a Elimination Chamber, gli Street Profits difesero con successo i titoli contro Murphy e Rollins. Il 5 aprile, nella seconda serata di WrestleMania 36, gli Street Profits mantennero i titoli contro Angel Garza e Austin Theory. Nella puntata di Raw del 6 aprile gli Street Profits difesero nuovamente i titoli contro Garza e Theory per squalifica a causa di Zelina Vega. Nella puntata di Raw del 22 giugno gli Street Profits difesero con successo i titoli di coppia contro i Viking Raiders. Il 23 agosto, a SummerSlam, gli Street Profits conservarono le cinture contro Andrade e Angel Garza. Il 27 settembre, a Clash of Champions, gli Street Profits mantennero nuovamente le cinture contro Andrade e Garza.
Nella puntata di Raw del 12 ottobre 2020 gli Street Profits passarono al roster di SmackDown per effetto del Draft; di conseguenza, scambiarono il loro Raw Tag Team Championship con lo SmackDown Tag Team Championship del New Day (Kofi Kingston e Xavier Woods) (passati a Raw per effetto del Draft). Nella puntata di SmackDown del 16 ottobre gli Street Profits difesero i titoli contro Dolph Ziggler e Robert Roode per squalifica. Il 22 novembre, a Survivor Series, gli Street Profits sconfissero i Raw Tag Team Champions Kofi Kingston e Xavier Woods del New Day. Nella puntata di SmackDown del 18 dicembre gli Street Profits difesero le cinture per la seconda volta contro Ziggler e Roode. Nella puntata di SmackDown dell'8 gennaio 2021 gli Street Profits persero i titoli contro Ziggler e Roode dopo 88 giorni di regno. Nella puntata di SmackDown del 9 aprile gli Street Profits presero parte ad un Fatal 4-Way Tag Team match valevole per lo SmackDown Tag Team Championship detenuto da Dolph Ziggler e Robert Roode e comprendente anche l'Alpha Academy e Rey Mysterio e Dominik Mysterio ma il match venne vinto dai campioni. Nella puntata di SmackDown del 10 settembre gli Street Profits affrontarono gli Usos per lo SmackDown Tag Team Championship ma vinsero per squalifica (a causa dell'intervento di Roman Reigns) e senza il cambio di titolo. Il 26 settembre, ad Extreme Rules, gli Street Profits affrontarono nuovamente gli Usos per i titoli di coppia di SmackDown ma vennero sconfitti. Il 4 ottobre, per effetto del Draft, gli Street Profits tornarono al roster di Raw. Nella puntata di SmackDown del 15 ottobre gli Street Profits vennero sconfitti nuovamente dagli Usos in uno Street Fight, fallendo nel conquistare i titoli di coppia. Nella puntata di Raw del 25 ottobre gli Street Profits parteciparono ad un Triple Threat Tag Team match contro Chad Gable e Otis e Dolph Ziggler e Robert Roode per un'opportunità titolata immediata per il Raw Tag Team Championship degli RK-Bro, ma il match venne vinto da Ziggler e Roode. Il 21 novembre, a Survivor Series, gli Street Profits presero parte ad una Battle Royal dedicata a The Rock ma vennero eliminati. Nella puntata di Raw del 6 dicembre gli Street Profits sconfissero AJ Styles e Omos nel primo turno del torneo per determinare i nuovi contendenti al Raw Tag Team Championship, e nella finale del 27 dicembre trionfarono su Dominik e Rey Mysterio. Il 1º gennaio, a Day 1, gli Street Profits affrontarono di conseguenza gli RK-Bro per i titoli di coppia di Raw ma vennero sconfitti. Il 29 gennaio, alla Royal Rumble, Ford partecipò al match omonimo entrando col numero 6 ma venne eliminato da Omos. Il 3 aprile, nella seconda serata di WrestleMania 38, gli Street Profits presero parte ad un Triple Threat Tag Team match per il Raw Tag Team Championship che comprendeva a che i campioni, gli RK-Bro, e l'Alpha Academy ma il match venne vinto dai primi. Il 2 luglio, a Money in the Bank, i Profits affrontarono gli Usos per l'Undisputed WWE Tag Team Championship ma vennero sconfitti. Il 30 luglio, a SummerSlam, i Profits non riuscirono a conquistare i titoli unificati di coppia venendo nuovamente sconfitti dagli Usos in un match arbitrato da Jeff Jarrett. Il 3 settembre, nel Kick-off di Clash at the Castle, gli Street Profits e Madcap Moss sconfissero l'Alpha Academy e Theory. Il 28 gennaio, alla Royal Rumble, partecipò all'incontro omonimo entrando col numero 23 ma venne eliminato da Damian Priest. Il 18 febbraio, ad Elimination Chamber, Ford (dopo essersi qualificato sconfiggendo Elias a Raw) partecipò al match omonimo per lo United States Championship che comprendeva anche il campione Austin Theory, Bronson Reed, Damian Priest, Johnny Gargano e Seth Rollins ma venne eliminato da Theory nonostante due eliminazioni effettuate. Il 1º aprile, a WrestleMania 39, i Profits vinsero un fatal 4-way tag team match sconfiggendo l'Alpha Academy, Braun Strowman e Ricochet e i Viking Raiders.
Il 28 aprile, per effetto del Draft, gli Street Profits passarono al roster di SmackDown. Dopo diverse settimane di segmenti insieme a Bobby Lashley, nella puntata di SmackDown del 4 agosto effettuarono un turn heel per la prima volta attaccando i Brawling Brutes (Butch e Ridge Holland) e Luke Gallows e Karl Anderson durante il loro incontro, suggellando poi l'alleanza con Lashley. Il 7 ottobre, a Fastlane, i Profits e Lashley vennero sconfitti da Rey Mysterio, Santos Escobar e Carlito. Nella puntata di SmackDown del 17 novembre i Profits prevalsero sui Brawling Brutes (Butch e Ridge Holland) e i Pretty Deadly, diventando i nuovi sfidanti all'Undisputed WWE Tag Team Championship del Judgment Day (Finn Bálor e Damian Priest), ma la settimana dopo i Profits vennero sconfitti da questi ultimi. Nella puntata di SmackDown del 22 marzo gli Street Profits sconfissero gli AOP ottenendo un posto per il match di qualificazione per il ladder match per l'Undisputed WWE Tag Team Championship a WrestleMania XL.

## Vita privata
Il 9 giugno 2017 venne annunciata pubblicamente la relazione tra Ford e la collega in WWE Bianca Belair. La coppia si sposò ufficialmente verso la fine di giugno del 2018.

## Personaggio

### Mosse finali
- Frog splash

## Titoli e riconoscimenti
- Evolve
  - Evolve Tag Team Championship (1) – con Angelo Dawkins

- Pro Wrestling Illustrated
  - 154º tra i 500 migliori wrestler singoli secondo PWI 500 (2020)
  - 5º tra i 50 migliori tag team nella PWI 500 (2020) con Angelo Dawkins

- WWE
  - NXT Tag Team Championship (1) – con Angelo Dawkins
  - World Tag Team Championship (1) – con Angelo Dawkins
  - WWE Tag Team Championship (2) – con Angelo Dawkins
  - Triple Crown Tag Team Champion – con Angelo Dawkins
  - Slammy Award/Year–End Award (3)
    - Breakthrough WWE Superstars of the Year (edizione 2019) con Angelo Dawkins
    - Breakout Superstar of the Year (edizione 2020) con Angelo Dawkins
    - Tag Team of the Year (edizione 2020) con Angelo Dawkins